# Fëdor Andreevič Matisen
Fëdor Andreevič Matisen, in russo Фёдор Андреевич Матисен? (San Pietroburgo, 1º giugno o 20 maggio 1872 – Irkutsk, 19 dicembre 1921), è stato un navigatore, esploratore e cartografo russo.
Partecipò alle spedizioni nell'oceano Artico.

## Biografia
Diplomato nel 1897 presso il Corpo Navale dei Cadetti (Морской кадетский корпус), partecipò ad una spedizione alle isole Svalbard nel 1899.

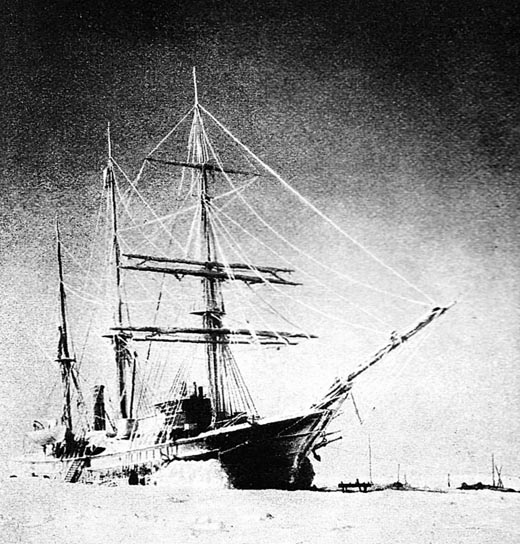
La scuna russa Zarja

Nel 1900-1901 partecipò alla spedizione polare di Eduard Gustav von Toll, organizzata per conto dell'Accademia russa delle scienze, come secondo in comando sulla scuna Zarja (Заря) capitanata da Nikolaj Nikolaevič Kolomejcev. La nave salpò da San Pietroburgo il 7 luglio del 1900. Terzo ufficiale era l'idrografo Aleksandr Vasil'evič Kolčak. Lo scopo, di quella che è conosciuta come la spedizione polare russa del 1900-1902, era di esplorare la zona a nord delle isole della Nuova Siberia e di dirigersi verso il Polo Nord, al fine di localizzare la mitica Terra di Sannikov.
Ci furono forti disaccordi tra Toll e Kolomejcev, per quanto riguardava il trattamento dei membri dell'equipaggio (Toll contestava le dure punizioni inflitte dal capitano). Kolomejcev lasciò la nave nel mese di aprile del 1901, insieme a Stepan Rastorguev per una missione sulle slitte: dovevano organizzare delle riserve di carbone per la Zarja sull'isola Kotel'nyj e l'isola di Dikson. Nel frattempo Toll sollevò Kolomejcev dall'incarico e lo sostituì con Matisen.
Nel mese di marzo, mentre la Zarja era ancora bloccata nel ghiaccio, Matisen esplorò l'arcipelago di Nordenskiöld sulle slitte attraversando il mare ghiacciato fino all'isola Russkij; in questo e in un successivo viaggio in aprile fu in grado di rilevare con precisione le coordinate di molte isole. Ne scoprì e denominò una quarantina e suddivise l'arcipelago in quattro gruppi principali: Isole di Cywolka, Isole di Litke, Isole di Pachtusov e Isole di Vil'kickij. 

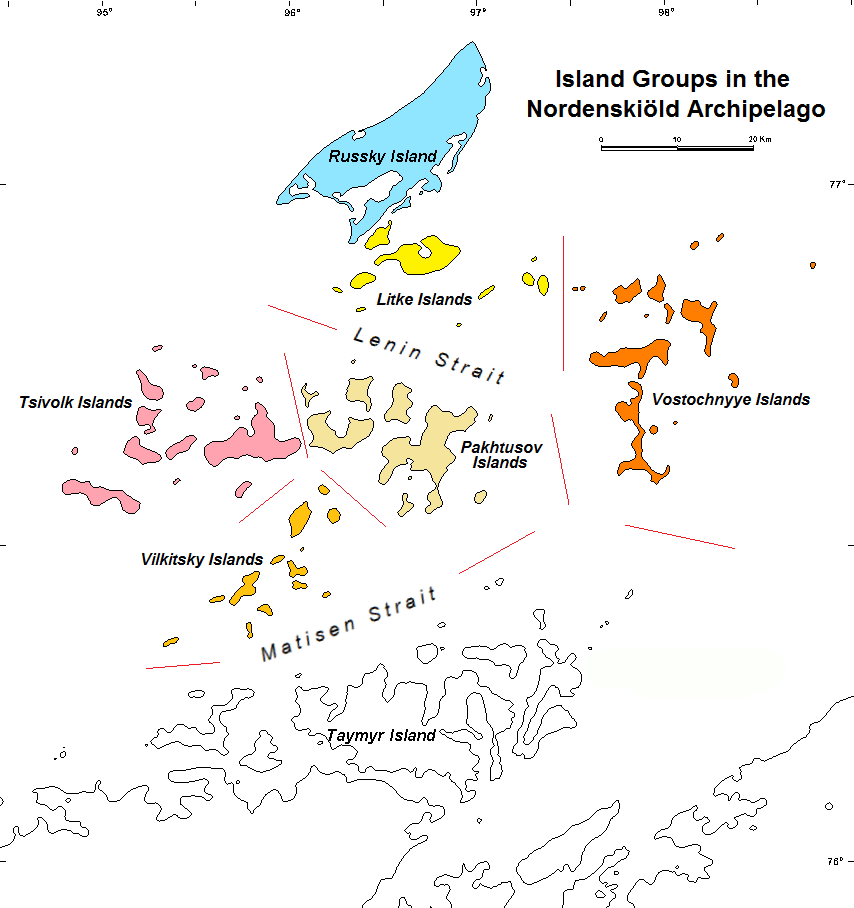
La suddivisione dell'arcipelago di Nordenskiöld. È visibile lo stretto di Matisen che lo separa dall'isola Tajmyr.

Dopo il disgelo, Matisen portò la Zarja attraverso il mare di Laptev alle isole della Nuova Siberia. La nave rimase nuovamente intrappolata dal ghiaccio, Toll e tre membri dell'equipaggio andarono in cerca della Terra di Sannikov a piedi e con i kayak. Essi scomparvero nel novembre del 1902 durante un viaggio al largo dell'isola di Bennett. La Zarja fu in grado di salpare e di dirigersi verso l'isola di Bennett ma non riuscì ad avvicinarla. Matisen dovette abbandonare il tentativo di ritrovare i dispersi e si diresse verso il delta del fiume Lena. Il barone Eduard von Toll e gli altri non furono mai ritrovati. La Zarja imbarcava acqua e il comandante Matisen dovette abbandonarla nel golfo di Tiksi, vicino al delta Lena, il 6 agosto 1903, dopo l'inoltro di tutte le apparecchiature scientifiche a San Pietroburgo e dopo aver ammainato la bandiera del club velico Neva (Невский флот). La nave non batteva bandiera russa. A quanto si sa, la Zarja è ancora adagiata nel golfo di Tiksi presso l'isola Brusneva. Matisen tornò a Jakutsk.
Molte importanti indagini oceanografiche furono comunque effettuate, e lo studio dei dati proseguì fino 1917. Inoltre, la spedizione tracciò circa 200 nuovi nomi geografici sulla mappa della regione artica.
Matisen partecipò alla guerra russo-giapponese del 1904-1905. Sull'incrociatore Žemčug venne in aiuto alla flotta russa a Tsushima. Con l'avvento della rivoluzione, nel 1917 la marina russa cessò virtualmente di esistere, Matisen, come molti dei suoi compagni, lasciò la Russia. Servì per un certo periodo nella Royal Navy, e nel 1919 andò a Vladivostok. Nel 1920-1921, dopo la restaurazione del potere sovietico in Siberia orientale, Matisen fu messo a capo di una spedizione di studi idrografici alla foce del fiume Lena e nel golfo di Tiksi. Morì all'ospedale militare di Irkutsk nel dicembre del 1921, di ritorno da un viaggio dove aveva contratto il tifo.

## Luoghi dedicati e onorificenze
- Lo stretto di Matisen (пролив Матисена), che separa le isole di Vil'kickij dall'isola Tajmyr (nell'arcipelago di Nordenskiöld).
- Capo Matisen, sull'isola di Podkov, uno degli isolotti di Minin.
- Monte Matisen nella parte centro-orientale dell'isola Spitsbergen (nelle Svalbard), 77°51′00″N 17°53′00″E.
- Per i suoi meriti nel campo dell'idrografia è stato insignito dell'Ordine di San Vladimiro (di IV classe).